# 580 Wschodni Dywizjon Konny
580 Wschodni Dywizjon Konny (niem. Ost Reiter Abteilung 580) – oddział wojskowy Wehrmachtu złożony z Kozaków podczas II wojny światowej
Oddział został sformowany na przełomie 1942/1943 r. jako 580 Dywizjon Konny. W jego skład weszły I, II, III, IV, V, VI, VII, VIII i IX Sicherungs-Hundertschaften, zgrupowane w dwa szwadrony kawalerii. Dowództwo objął kpt. Ernst Kalamorz. Dywizjon podporządkowano Grupie Armii "Południe". W poł. 1944 r. przeniesiono go na ziemie polskie. Liczył wówczas ok. 160 ludzi. W sierpniu tego roku brał udział w pacyfikacji powstania warszawskiego, działając na Starym Mieście, Czerniakowie, a następnie Żoliborzu. Za udział w walkach kpt. E. Kalamorz 1 września został odznaczony Złotym Krzyżem Niemieckim. W grudniu oddział przemianowano na 580 Wschodni Dywizjon Konny. Do końca wojny walczył na froncie wschodnim. Kozacy z tej jednostki na przestrzeni od stycznia do marca 1945 r. brali m.in. udział w walkach o utrzymanie linii Odry na południe od Opola w okolicach Zimnic Wielkich i Boguszyc gdzie wojska sowieckie utworzyły przyczółek.